# برازيليون من أصل إيطالي
البرازيليون من أصل إيطالي وهم البرازيليون ذوي الأصول الإيطالية ألذين يعيشون في دولة البرازيل وتبلغ نسبة البرازيليين ذوي الأصول الإيطالية في البرازيل 18% من سكان البرازيل أي 31 مليون برازيلي، يعيش أغلبهم في مدن جنوب البرازيل مثل ساو باولو وإسبيريتو سانتو وريو دي جانيرو وميناس زيرايش ويتكلم أغلبهم اللغة البرتغالية كما يتقن القليل منهم اللغة الإيطالية ويعتنق أغلبهم المسيحية الكاثوليكية ويوجد من يعتنق المسيحية البروتستانتية والانجليكانية مع أقلية لادينية وروحانية وغيرها من الديانات، أغلب الإيطاليين هاجروا إلى البرازيل في أواخر القرن التاسع عشر.